# Lubja
Lubja (Duits: Kalkofen) is een plaats in de Estlandse gemeente Viimsi, provincie Harjumaa. De plaats heeft de status van dorp (Estisch: küla).

## Bevolking
De plaats groet snel, zoals blijkt uit het volgende staatje:
| Jaar            | 2011 | 2017 | 2018 | 2019 | 2020 | 2021 |
| --------------- | ---- | ---- | ---- | ---- | ---- | ---- |
| Aantal inwoners | 472  | 517  | 580  | 604  | 651  | 830  |

## Ligging
De plaats ligt in het hart van het schiereiland dat de gemeente Viimsi is. De vuurtoren van Viimsi staat in Lubja.

## Geschiedenis
De Estische naam van de plaats betekent ‘kalksteen’, de Duitse ‘kalkoven’. De plaats ligt op een kalksteenplateau, waar vroeger in kalkovens ongebluste kalk werd geproduceerd. In 2017 werd het plateau door een zigzag lopende trap, de Põhjakonna trepp (‘Noordse trap’) verbonden met Haabneeme, de grootste plaats van de gemeente. Een deel van het plateau is natuurpark, het Haabneeme klindiastangu maastikukaitseala.
De plaats werd in 1575 voor het eerst genoemd onder de naam Kalckoffen. In 1688 duikt voor het eerst de Estische naam Lubia op. Lubja viel eerst onder de bezittingen van het Piritaklooster, later onder het landgoed van Haabneeme.

## Foto's

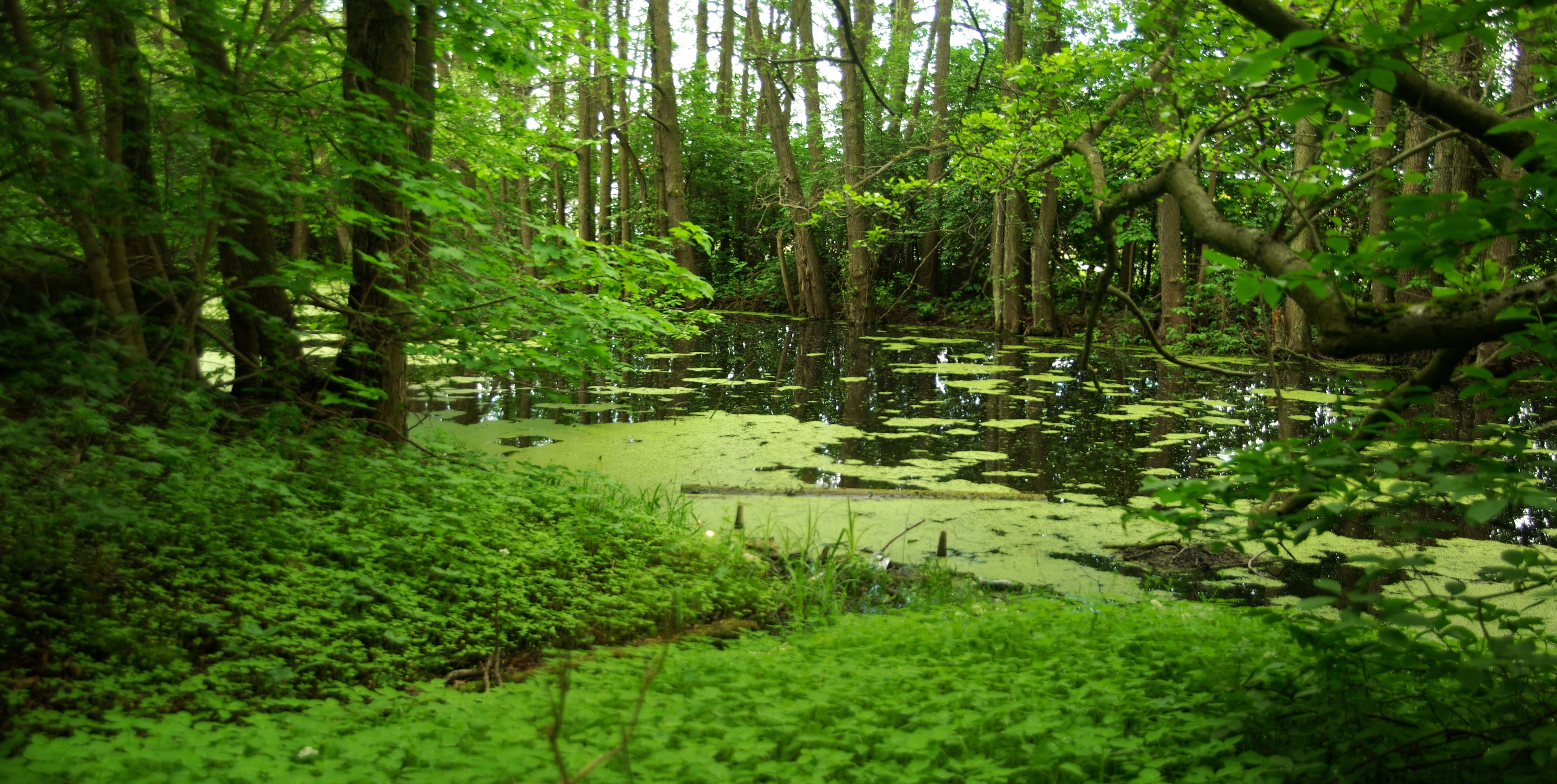
In het natuurpark Haabneeme klindiastangu maastikukaitseala
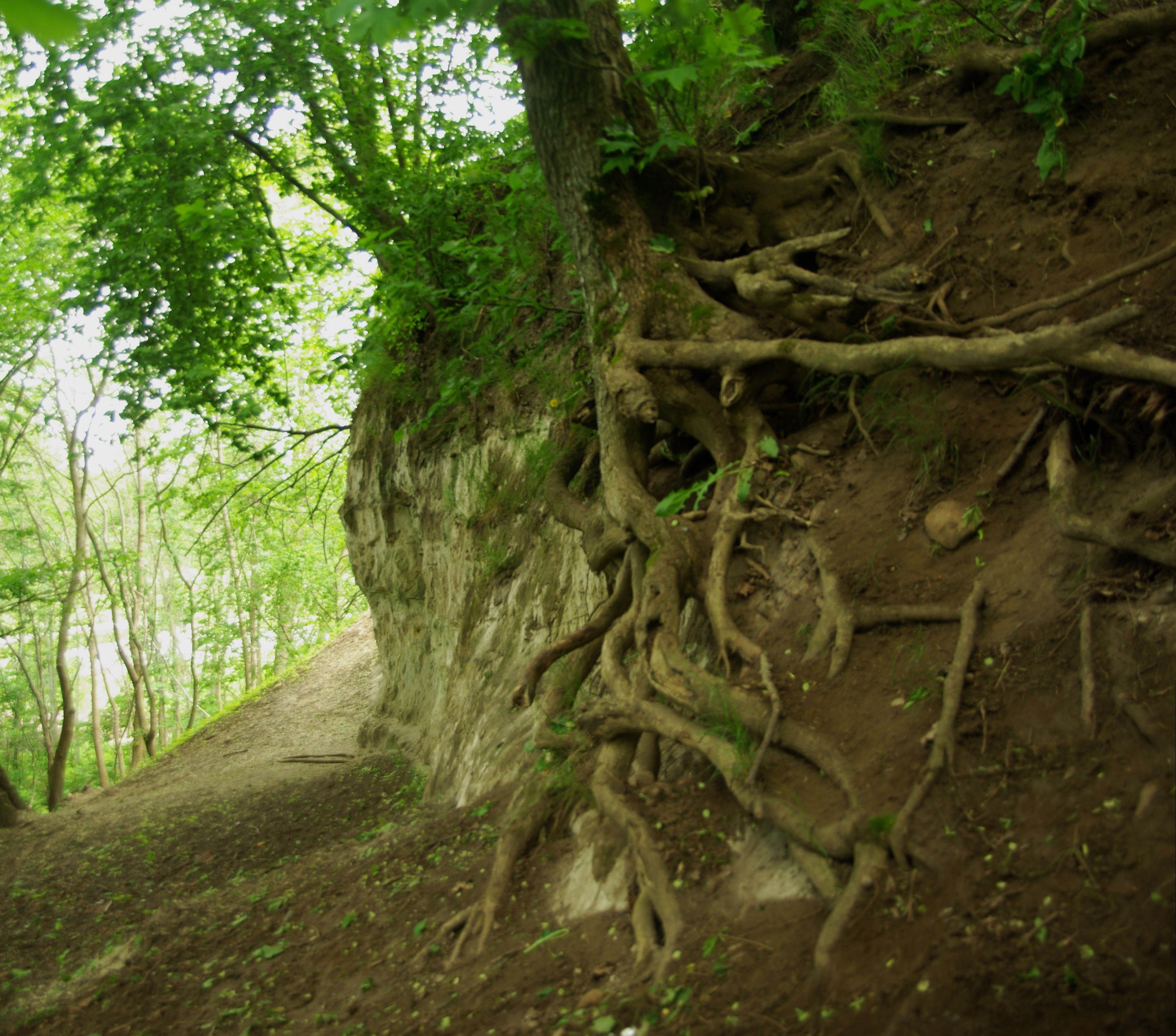
Begroeiing van het kalksteenplateau
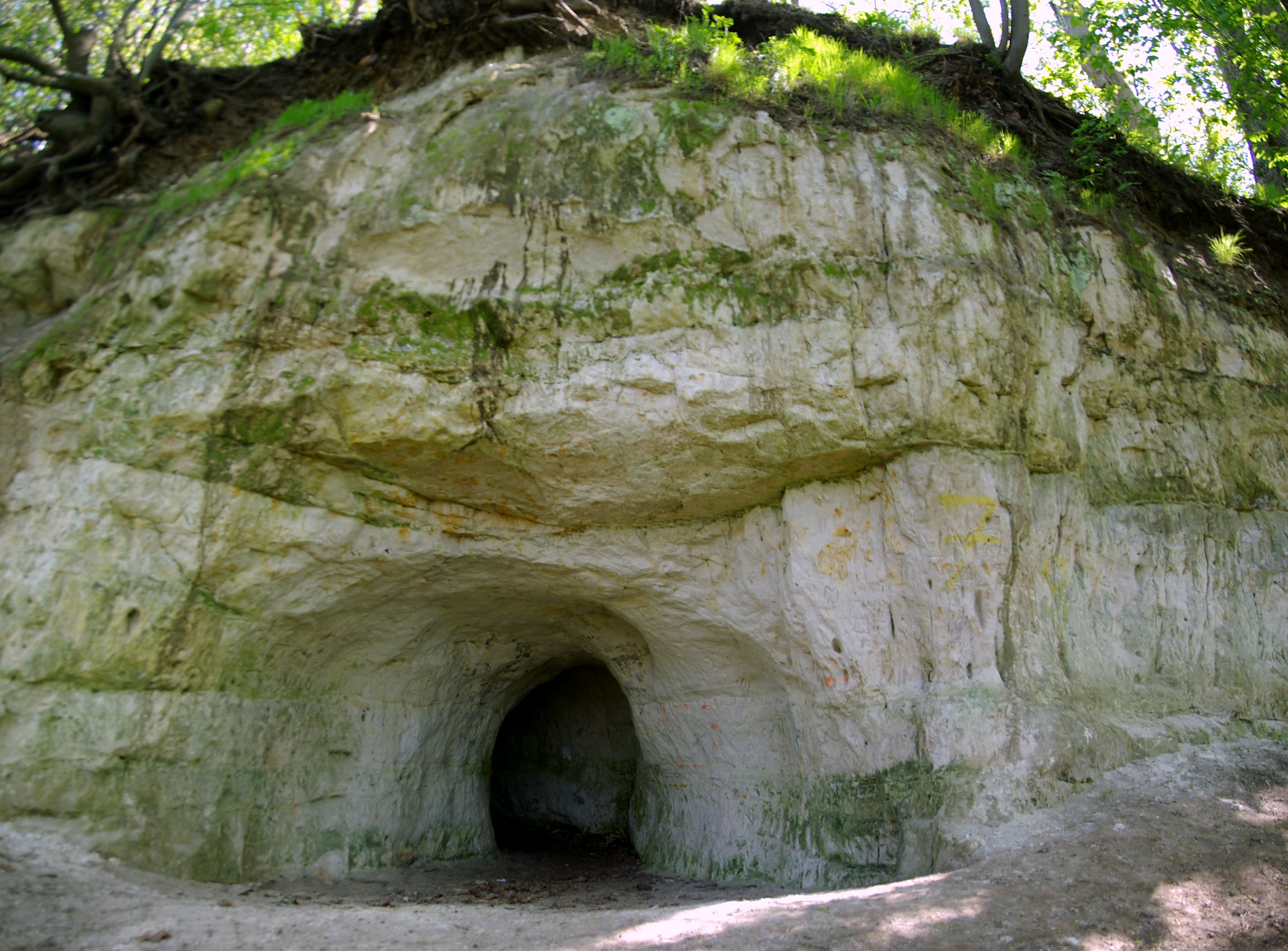
De Duivelsgrot
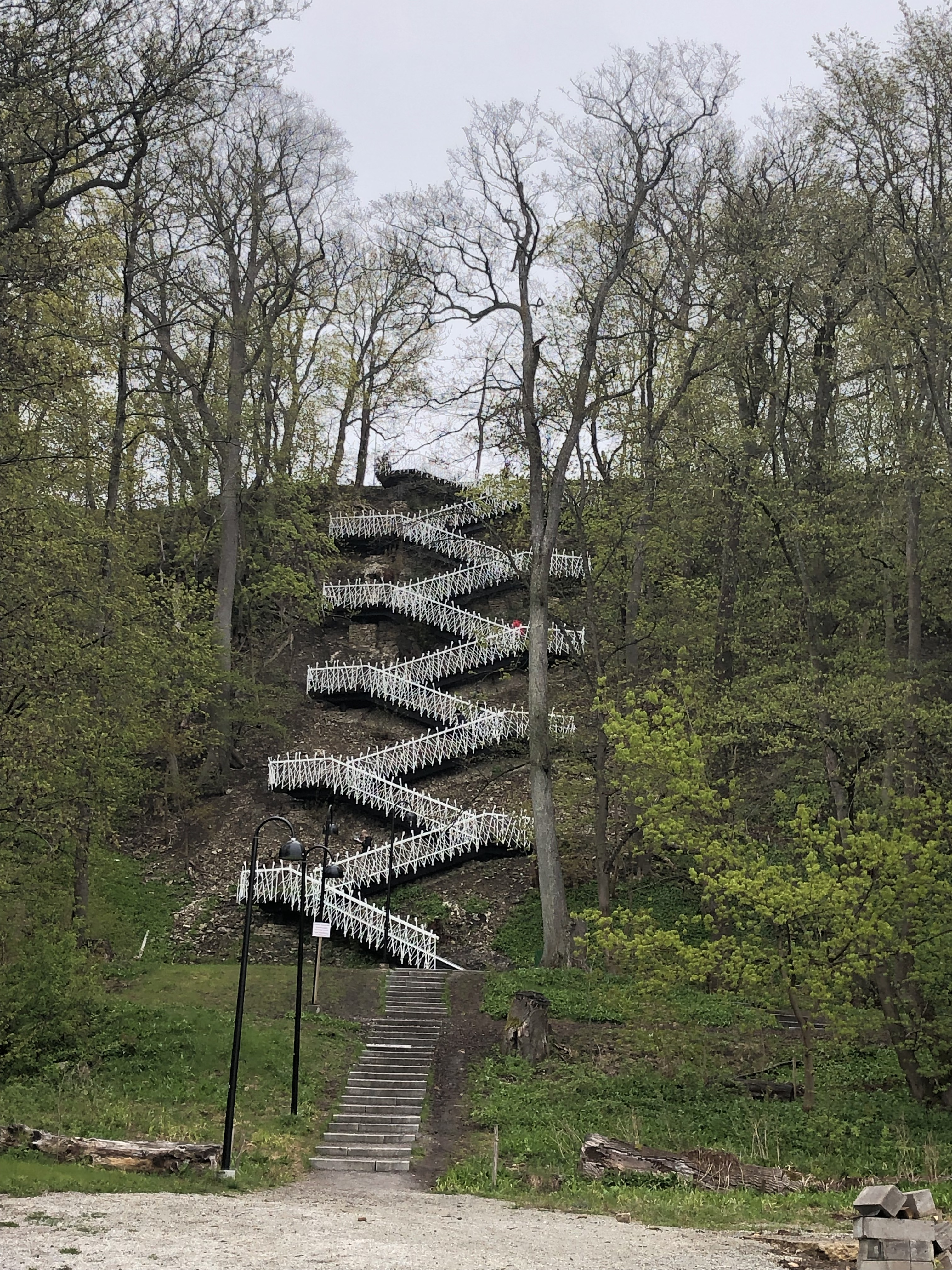
De Põhjakonna trepp
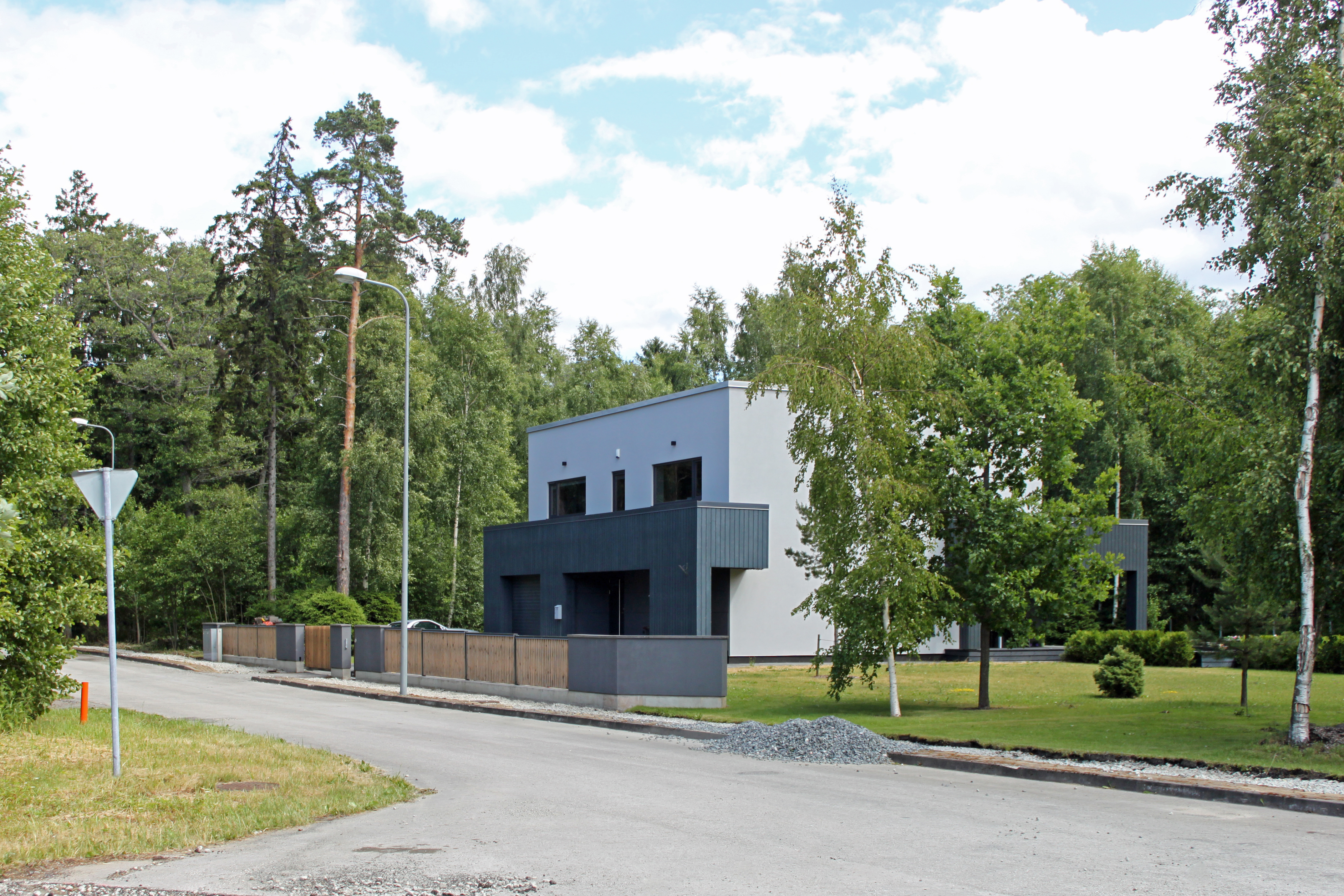
Villa in Lubja
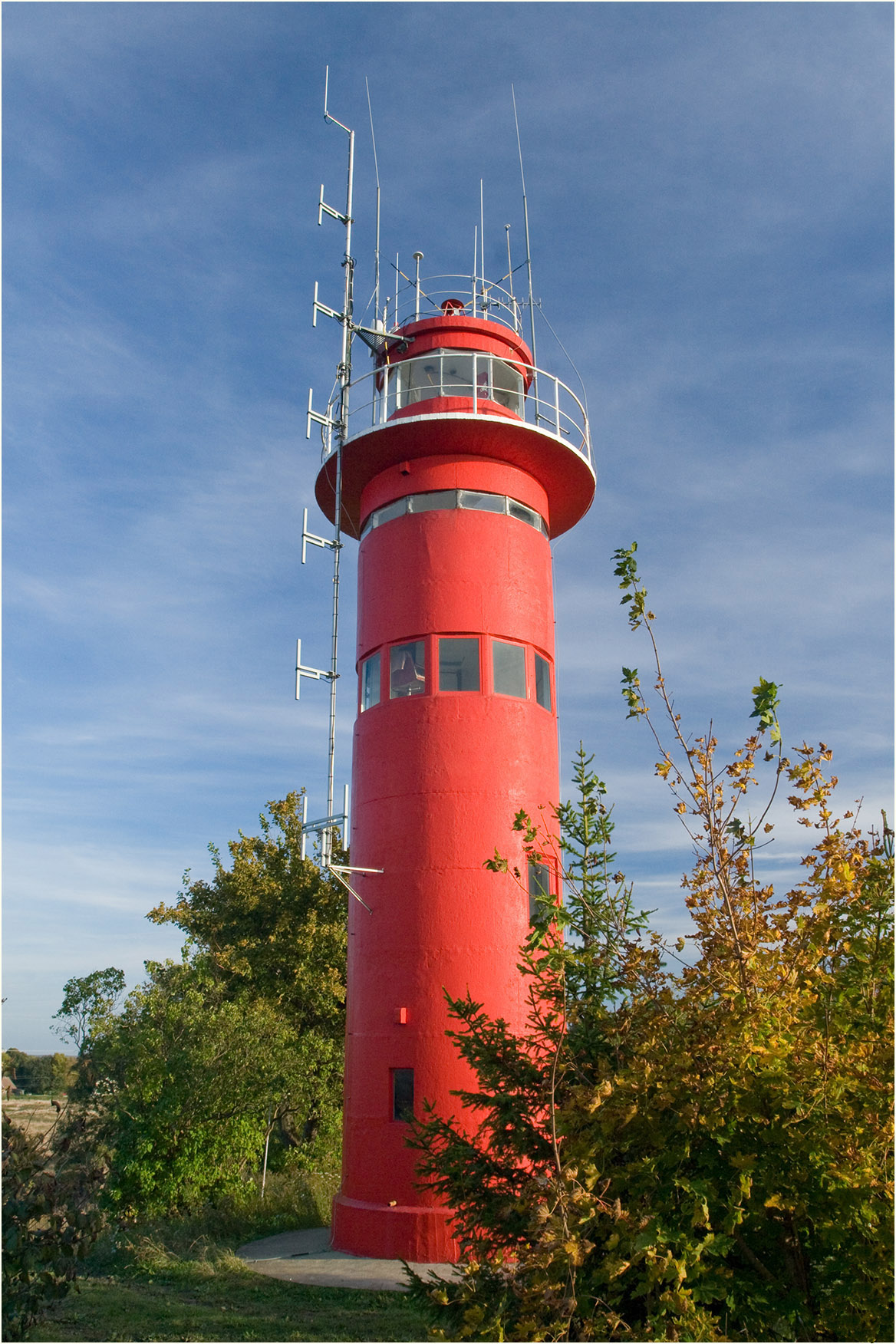
De vuurtoren